# MGCフィルシート
MGCフィルシートは、埼玉県所沢市に本社を置く、ポリカーボネート樹脂を用いたフィルム/シート製品などを製造する、三菱ガス化学の連結子会社である。